# Alpino (destroyer, 1938)
Pour les articles homonymes, voir Alpino (navire).
Le Alpino (fanion « AP ») était un destroyer italien de la classe Soldati lancé en 1938 pour la Marine royale italienne (en italien : Regia Marina).

## Conception et description
Les destroyers de la classe Soldati étaient des versions légèrement améliorées de la classe précédente Oriani. Ils avaient une longueur entre perpendiculaires de 101,6 mètres et une longueur hors tout de 106,7 mètres. Les navires avaient une largeur de 10,15 mètres et un tirant d'eau moyen de 3,15 mètres et de 4,3 mètres à pleine charge. Les Soldatis déplaçaient 1 830-1 850 tonnes métriques à charge normale, et 2 450-2 550 tonnes métriques à pleine charge. Leur effectif en temps de guerre était de 206 officiers et hommes de troupe.
Le Alpino était propulsé par deux turbines à vapeur à engrenages Belluzzo/Parsons, chacune entraînant un arbre d'hélice à l'aide de la vapeur fournie par trois chaudières Yarrow. Conçus pour une puissance maximale de 48 000 chevaux-vapeur (36 000 kW) et une vitesse de 34-35 nœuds (63-65 km/h) en service, les navires de la classe Soldati ont atteint des vitesses de 39-40 nœuds (72-74 km/h) pendant leurs essais en mer alors qu'ils étaient légèrement chargés. Ils transportaient suffisamment de fuel pour avoir une autonomie de 2 340 milles nautiques (4 330 km) à une vitesse de 14 nœuds (26 km/h) et de 682 milles nautiques (1 263 km) à une vitesse de 34 nœuds (63 km/h).
La batterie principale de l'Alpino était composée de quatre canons de 120 millimètres de calibre 50 dans deux tourelles jumelées, une à l'avant et une à l'arrière de la superstructure. Sur une plate-forme au milieu du navire se trouvait un canon à obus en étoile de 120 millimètres de 15 calibres. La défense antiaérienne des Soldatis était assurée par huit canons Breda modèle 1935 de 20 millimètres. Les navires étaient équipés de six tubes lance-torpilles de 533 millimètres dans deux supports triples au milieu du navire. Bien qu'ils ne soient pas dotés d'un système de sonar pour la lutte anti-sous-marine, ils sont équipés d'une paire de lanceurs de grenades sous-marines. Les navires pouvaient transporter 48 mines.

## Construction et mise en service
Le Alpino est construit par le chantier naval Cantiere navale di Ancona d'Ancône en Italie, et mis sur cale le 2 mai 1937. Il est lancé le 18 septembre 1938 et est achevé et mis en service le 20 avril 1939. Il est commissionné le même jour dans la Regia Marina.

## Histoire du service
Au début de la Seconde Guerre mondiale, il fait partie de la XIIIe escadrille de destroyers, formée avec ses navires-jumeaux (sister ships) Bersagliere, Granatiere (destroyer, 1938) et Fuciliere.
Le 7 juillet 1940, à 12h35, il quitte Palerme avec les unités de section et la VIIe division de croiseurs (Eugenio di Savoia, Emanuele Filiberto Duca d'Aosta, Muzio Attendolo et Raimondo Montecuccoli), rejoignant ensuite le reste de la IIe escadre navale (le croiseur lourd Pola, les Ire, IIe et IIIe division de croiseurs pour un total de 7 unités et les IXe, Xe, XIe et XIIe escadron de destroyers) qui, après avoir agi comme force de soutien à une opération de convoi vers la Libye, rejoignirent le Ie escadron et participent à la bataille de Punta Stilo du 9 juillet. Cependant, la VIIe division (et avec elle le XIIIe escadron) rejoint le reste de la formation italienne tardivement, alors que la bataille est déjà en cours, n'ayant ainsi qu'un rôle marginal dans la bataille,.
Le 27 novembre, vers midi, il quitte Naples en compagnie des cuirassés Giulio Cesare et Vittorio Veneto, du reste de la XIIIe escadre et de la VIIe escadre de destroyers (Freccia, Dardo, Saetta), puis prend part à la bataille peu concluante du cap Teulada,.
Le 8 février 1941, il appareille de La Spezia avec les autres unités du XIIIe escadron, le Xe escadron (Maestrale, Grecale, Libeccio, Scirocco) et les cuirassés Vittorio Veneto, Cesare et Doria pour intercepter la formation britannique dirigée vers Gênes pour bombarder cette ville. Le lendemain, l'escadron italien rejoint la IIIe division de croiseurs (Trento, Trieste, Bolzano) qui a quitté Messine avec les destroyers Carabiniere et Corazziere, mais ne peut ni empêcher le bombardement, ni détecter les navires britanniques,.
Le matin du 27 mars, il remplace, avec le reste du XIIIe Escadron, le Xe Escadrion (Maestrale, Grecale, Libeccio, Scirocco) dans l'escorte du cuirassé Vittorio Veneto, qui avec plusieurs autres unités - les divisions de croiseurs Ire (Zara, Pola, Fiume), IIIe (Trento, Trieste, Bolzano) et VIIIe (Garibaldi et Duca degli Abruzzi), IXe Escadrons de destroyers (Alfieri, Oriani, Gioberti, Carducci), XVIe (Da Recco, Pessagno), XII (Corazziere, Carabiniere, Ascari) - destinés à prendre part à l'opération " Gaudo ", qui débouche ensuite sur la désastreuse bataille du Cap Matapan, conclue par la perte de toute la Ire division et des destroyers Alfieri et Carducci. Au cours de cette bataille, les navires de la XIIIe Escadre escortent le Vittorio Veneto, endommagé par un bombardier-torpilleur, en le défendant avec leurs propres tirs anti-aériens
Le 11 mai, il fait de nouveau partie de l'escorte indirecte, avec les croiseurs légers Bande Nere, Cadorna, Duca degli Abruzzi et Garibaldi et les destroyers Bersagliere, Fuciliere, Scirocco, Maestrale, Da Recco, Pancaldo, Pessagno ed Usodimare, à un convoi formé par les navires marchands Preussen, Wachtfels, Ernesto, Tembien, Giulia et Col di Lana et qui bénéficiait de l'escorte directe des destroyers Dardo, Aviere, Geniere, Grecale et Camicia Nera. Partis de Naples, les navires atteignent Tripoli le 14.
Du 19 au 21 mai, il sert d'escorte indirecte, avec les croiseurs Duca degli Abruzzi et Garibaldi et les destroyers Granatiere et Bersagliere, à un convoi vers Tripoli (les marchands Preussen, Sparta, Capo Orso, Castelverde et Motia, les pétroliers Panuco et Superga, les destroyers Euro, Folgore, Fulmine, Strale et Turbine). Le convoi atteint sa destination sans pertes, malgré quelques attaques sous-marines. Le 20 mai, le Alpino lui-même est la cible d'une attaque menée par le sous-marin HMS Urge à la position géographique de 35° 42′ N, 12° 24′ E, mais il parvient à éviter les torpilles.
Le 3 juin, il quitte Palerme pour faire partie, avec les destroyers Granatiere, Fuciliere et Bersagliere' et les croiseurs Duca degli Abruzzi et Garibaldi, de l'escorte indirecte du convoi "Aquitania" (navires marchands Aquitania, Caffaro, Nirvo, Montello, Beatrice Costa et pétrolier Pozarica, en route Naples-Tripoli avec l'escorte des destroyers Dardo, Aviere, Geniere et Camicia Nera' et le torpilleur Missori). Le 4 juin, alors que les navires se trouvent à une vingtaine de milles nautiques des îles Kerkennah, ils sont attaqués par des avions qui touchent le Montello, qui explose sans laisser de survivants, et le Beatrice Costa qui, irrémédiablement endommagé, doit être abandonné et est coule par la Camicia Nera,.
Le 14 juillet, il escorte de Tripoli à Naples, avec les destroyers Malocello et Fuciliere et les torpilleurs Orsa, Procione et Pegaso, les transports Rialto, Andrea Gritti, Sebastiano Venier, Barbarigo ed Ankara. Le sous-marin britannique HMS P33 torpille et coule le Barbarigo à la position géographique 36° 27′ N, 11° 54′ E, étant ensuite sérieusement endommagé par la réaction de l'escorte, tandis que le reste du convoi atteint Naples le 16.
Le 21 juillet, il appareille avec son navire-jumeau Fuciliere et rejoint l'escorte d'un convoi - les vapeurs Maddalena Odero, Nicolò Odero, Caffaro et Preussen escortés par les destroyers Folgore, Euro, Saetta et Fulmine, auxquels s'ajoutent le pétrolier Brarena et le torpilleur Pallade venant respectivement de Palerme et de Tripoli - dirigé vers Tripoli. Le 22, le convoi est attaqué par des bombardiers-torpilleurs Fairey Swordfish de la 830e escadrille qui coulent le Preussen et le Brarena.
Entre le 30 juillet et le 1er août, des cadres temporaires de la XIIe Escadre (Lanciere, Carabiniere, Corazziere) assurent l'escorte indirecte - avec des unités sectionnelles - des croiseurs Pola, Zara, Fiume, Gorizia, Trento, da Barbiano, Alberto di Giussano, Eugenio di Savoia, Duca degli Abruzzi, Attendolo, Montecuccoli et les IXe, XIIIe et XVe escadrons de destroyers pour un total de 11 unités - à deux convois vers la Libye, qui voient en mer un total de 10 navires marchands, 4 destroyers et 12 torpilleurs.
Le 8 octobre, à 22h20, il quitte Naples pour escorter vers la Libye, avec les Granatiere, Fuciliere et Bersagliere (rejoints ensuite par le vieux torpilleur Cascino venant de Trapani), le convoi "Giulia", composé du pétrolier Proserpina et des transports Giulia, Bainsizza, Nirvo, Zena et Casaregi. Le Bainsizza et le Nirvo, pris par des pannes, doivent être réparés à Trapani tandis que le 12 octobre, à 22h25, des bombardiers-torpilleurs britanniques du 830te escradon attaquent le convoi et coulent le Zena et le Casaregis (respectivement à la position géographique de 34° 52′ N, 12° 22′ E et 34° 10′ N, 12° 38′ E). Le convoi "Giulia" est le premier convoi à être victime des décryptages opérés par l'organisation Ultra.
Dans la matinée du 8 novembre 1941, le Alpino appareille de Messine avec la IIIe Division (Trento et Trieste) et avec les Granatiere, Fuciliere et Bersagliere pour servir d'escorte indirecte au convoi "Duisburg" . Ce convoi, formé par les transports Duisburg, San Marco, Sagitta, Maria, Rina Corrado, Conte di Misurata et Minatitlan (avec à bord un total de 34 473 tonnes de fournitures, 389 véhicules, 243 hommes) se dirige vers Tripoli avec l'escorte des destroyers Maestrale, Grecale, Libeccio, Fulmine, Euro et Alfredo Oriani',. Dans la nuit suivante, le convoi est attaqué et détruit par la " Force K " britannique (croiseurs légers Aurora et Penelope et destroyers HMS Lance (G87) et HMS Lively (G40)). Ttous les marchands et le Fulmine sont coulés, tandis que le Grecale est sérieusement endommagé. Le Alpino n'a pas participé au combat et, à la fin de celui-ci, il n'a pu que participer, avec les Maestrale, Oriani, Euro, Bersagliere et Fuciliere, au sauvetage des 704 survivants.
Le 21 novembre 1941, il sort pour escorter vers Messine, avec le croiseur léger Garibaldi, les destroyers Vivaldi, da Noli, Granatiere, Fuciliere, Corazziere et Carabiniere et le torpilleur Perseo, le croiseur léger Duca degli Abruzzi, sérieusement endommagé par des bombardiers-torpilleurs lors d'une mission d'escorte indirecte de deux convois vers la Libye.
A 17h40 du 13 décembre, il appareille de Tarente avec les cuirassés Littorio et Vittorio Veneto, trois destroyers d'escorte et les torpilleurs Centauro et Clio (formation ensuite renforcée par les destroyers Vivaldi, Malocello, Da Recco et Zeno) pour constituer la force de couverture de l'opération "M 41" (trois convois pour la Libye composés de 6 marchands, 5 destroyers et un torpilleur), qui est cependant ravagée par des attaques de sous-marins, qui coulent deux transports (le Fabio Filzi et le Carlo del Greco) et endommagent sérieusementle cuirassé Vittorio Veneto.
Le 16 décembre, il faisait partie, avec les cuirassés Andrea Doria, Giulio Cesare et Littorio, des croiseurs lourds Trento et Gorizia et des destroyers Granatiere, Maestrale, Fuciliere, Bersagliere, Corazziere, Carabiniere, Oriani, Gioberti et Usodimare, de la force de soutien à l'opération de convoyage pour la Libye "M 42" (deux convois composés au total par les navires marchands Monginevro, Napoli, Ankara et Vettor Pisani escortés par les destroyers Saetta, Da Recco, Vivaldi, Da Noli, Malocello, Pessagno et Zeno, tous deux partis de Tarente et dirigés vers Bengasi - le Ankara et le Saetta - et Tripoli - les autres unités). Les navires arrivent sains et saufs à destination le 18, tandis que le groupe de soutien prend part à une bataille peu concluante avec une formation britannique qui prend le nom de Première bataille de Syrte, dans laquelle le Alpino ne joua d'ailleurs pas de rôle particulier.
A 18h50, le 3 janvier 1942, il appareille de Tarente avec les destroyers Carabiniere, Geniere, Ascari, Pigafetta, Aviere, Da Noli et Camicia Nera, les croiseurs lourds Trento et Gorizia et les cuirassés Littorio, Cesare et Doria pour fournir une escorte indirecte à l'opération "M 43" (trois convois vers la Libye avec un total de 6 marchands, 6 destroyers et 5 torpilleurs en mer). Tous les marchands sont arrivés à destination le 5 janvier et à 17 de ce jour le groupe "Littorio", Alpino inclus, retourne à Tarente.
Le 22 janvier, il fait partie - avec les croiseurs Attendolo, Duca degli Abruzzi et Montecuccoli et les destroyers Bersagliere, Carabiniere et Fuciliere - de la force de soutien rapproché de l'opération "T.18" (un convoi formé par le transport de troupes Victoria - parti de Tarente - et par les cargos Ravello, Monviso, Monginevro et Vettor Pisani - partis de Messine -, avec une cargaison de 15 000 tonnes de matériel, 97 chars, 271 véhicules, 1467 hommes et l'escorte des destroyers Vivaldi, Malocello, Da Noli, Aviere, Geniere et Camicia Nera et des torpilleurs Orsa et Castore). Le convoi arrive à Tripoli le 24, mais subit la perte du Victoria, coulé par deux attaques de bombardiers-torpilleurs,.
A 18h30, le 21 février 1942, il appareille de Messine - avec les croiseurs Gorizia, Trento, Bande Nere et les destroyers Oriani et Da Noli - pour fournir une escorte indirecte à deux convois (navires marchands Monginevro, Ravello, Unione, Giordani, Lerici, Monviso; destroyers Vivaldi, Malocello, Premuda, Strale, Pigafetta, Pessagno, Zeno, Scirocco, Maestrale; torpilleurs Circe et Pallade) de Corfou et Messine à Tripoli, dans le cadre de l'opération "K.7",.
Le 22 mars 1942 à 1 heure du matin, avec le reste de la XIIIe escadre de destroyers (Bersagliere et Fuciliere, à laquelle ont été temporairement agrégé aussi le destroyer Lanciere), il quitte Messine avec les croiseurs Trento, Gorizia et Bande Nere. Avec le reste de l'escadron naval italien, la formation participe à la deuxième bataille de Syrte, dans laquelle le Alpino n'a pas eu de rôle pertinent. Au retour de cette bataille, cependant, une violente tempête se développe et le Lancière tombe en panne, prenant du retard sur le reste de la formation à 20h30 et devant ralentir à 23h15. Le Alpino est envoyé à son secours, mais pendant la nuit et avec le mauvais temps il ne peut le trouver (le Lancière coule le jour suivant à 10h07, ne laissant que quinze survivants).
Au cours de l'année 1942, le navire est soumis à des travaux qui voient l'élimination de la pièce d'éclairage et l'embarquement de quatre mitrailleuses de 20 mm et d'un échogoniomètre.
À partir du 2 juillet de la même année, il est déployé à Navarino avec ses navires-jumeaux Bersagliere, Corazziere et Mitragliere et avec les croiseurs légers Garibaldi, Duca d’Aosta et Duca degli Abruzzi (qui forment la VIIIe division), et y reste pendant quatre mois. Cette formation aurait dû intervenir au cas où les convois naviguant dans la zone centre-est de la Méditerranée seraient attaqués par des navires des bases britanniques du Moyen-Orient, mais cela n'a jamais été nécessaire.
Le 17 octobre 1942, il est envoyé pour renforcer l'escorte d'un convoi formé par les vedettes Ankara et Monginevro escortées par les destroyers Aviere, Geniere et Camicia Nera et par les torpilleurs Orsa et Aretusa. Vers la fin de la navigation, le convoi se divise: tandis que les autres navires se dirigent vers Bengasi, les Alpino, Ankara, Orsa et Aretusa atteignent Tobrouk.
Dans la nuit du 18 au 19 avril 1943, le navire est amarré dans le port de La Spezia lorsque cette ville est soumise à un bombardement dévastateur par 170 avions du Bomber Command de la Royal Air Force. Vers 1 heure du matin le 19, le Alpino est touché par plusieurs pièces incendiaires qui mettent le feu partout, tandis que le carburant brûlant s'échappe des réservoirs du navire et se répande tout autour de la coque. Une bombe disruptive a finalement touché les magasins de munitions et le Alpino explose (un témoin a déclaré que le navire "s'est ouvert comme une boucle") et, ayant perdu sa poupe, il s'immobilise sur les bas-fonds à 2h35, avec la mort de 44 hommes,,. Seuls la cheminée et l'extrémité supérieure de la superstructure avant restent affleurants à la surface.
En mémoire des morts du navire, l'Associazione Nazionale Alpini (Association nationale des Alpini) a prévu d'ériger un petit monument.

### Commandement
Commandants
- Capitaine de frégate (capitano di fregata) Domenico Ermirio (né à Gênes le 20 janvier 1898) (20 avril 1939 - 1940)
- Capitaine de frégate (capitano di fregata) Giuseppe Marini (né à Trapani le 28 avril 1899) (10 juin 1940 - 31 mars 1941)
- Capitaine de frégate (capitano di fregata) Agostino Calosi (né à Florence le 26 décembre 1902) (1er avril 1941 - 1er janvier 1942)
- Capitaine de vaisseau (capitano di vascello) Ferrante Capponi (né à Florence le 11 août 1898) (2 janvier - 2 octobre 1942)
- Capitaine de vaisseau (capitano di vascello) Candido Bigliardi (né à Poviglio le 14 janvier 1902) (3 octobre 1942 - 19 avril 1943)